# کلیسای هریپسیمه مقدس، واغارشاپات
کلیسای هریپسیمه مقدس (به ارمنی: Սուրբ Հռիփսիմե եկեղեցի - به انگلیسی Saint Hripsime Church)، یک کلیسا حواری ارمنی واقع در شهر واغارشاپات، ارمنستان می‌باشد. ساخت و ساز این ساختمان توسط ساهاک پارتو در سال ۳۹۵ میلادی آغاز و در ۶۱۸ میلادی به پایان رسید.

## نگارخانه

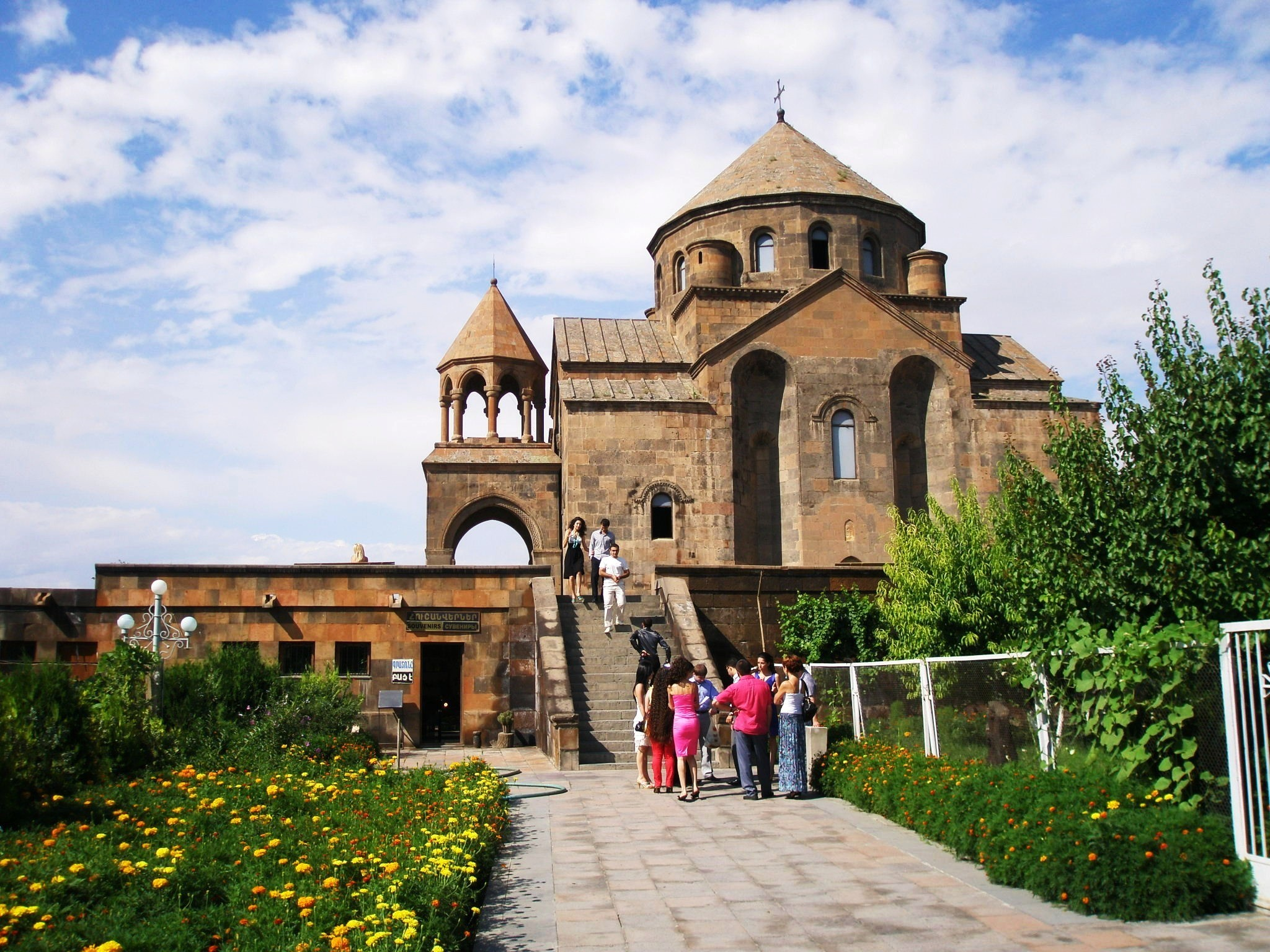
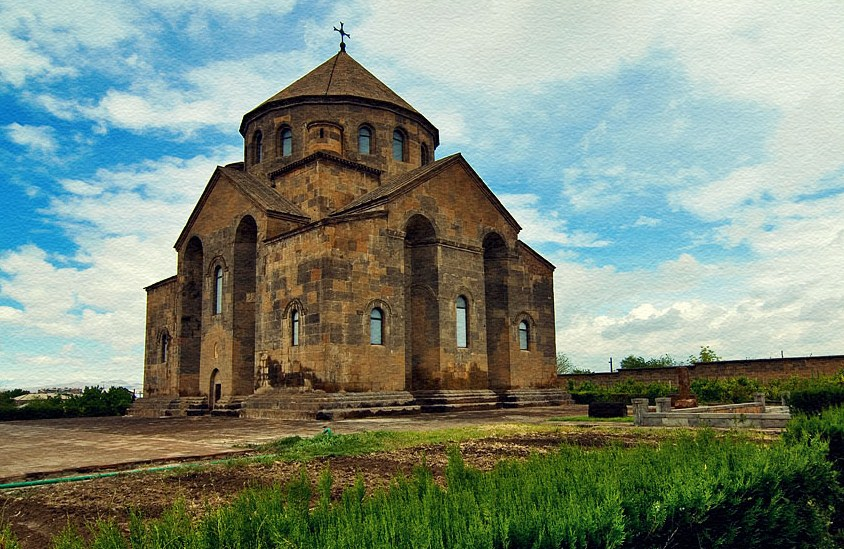
کلیسای هریپسیمه مقدس،  مه ۲۰۰۸
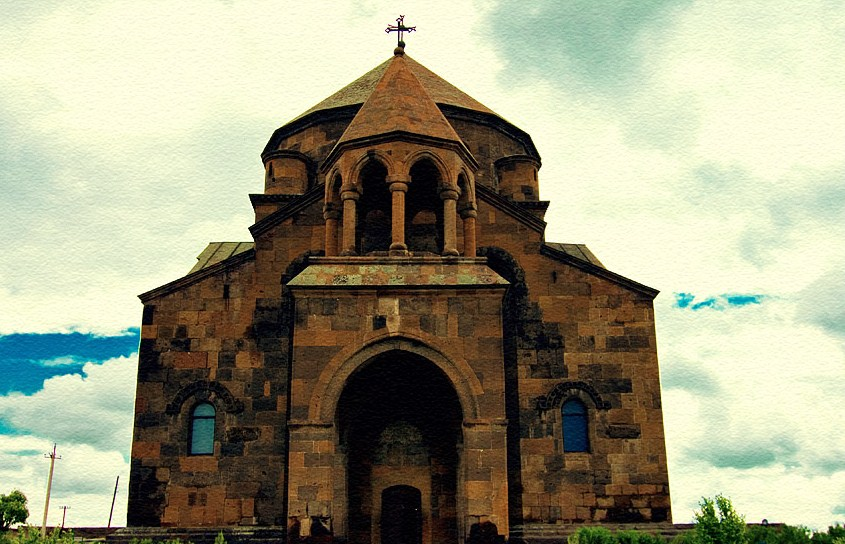
ورودی کلیسا
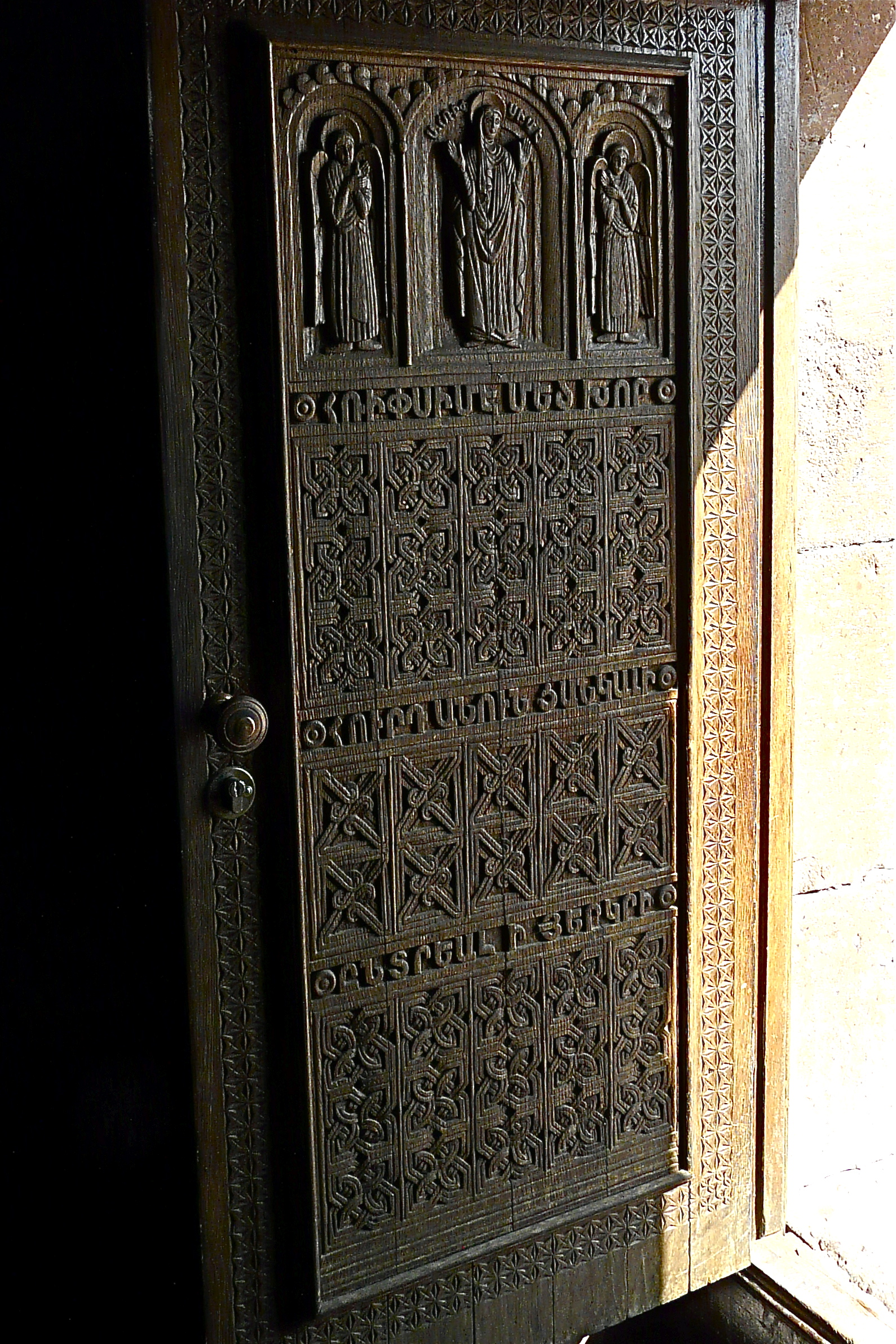
درب حکاکی‌شده کلیسا
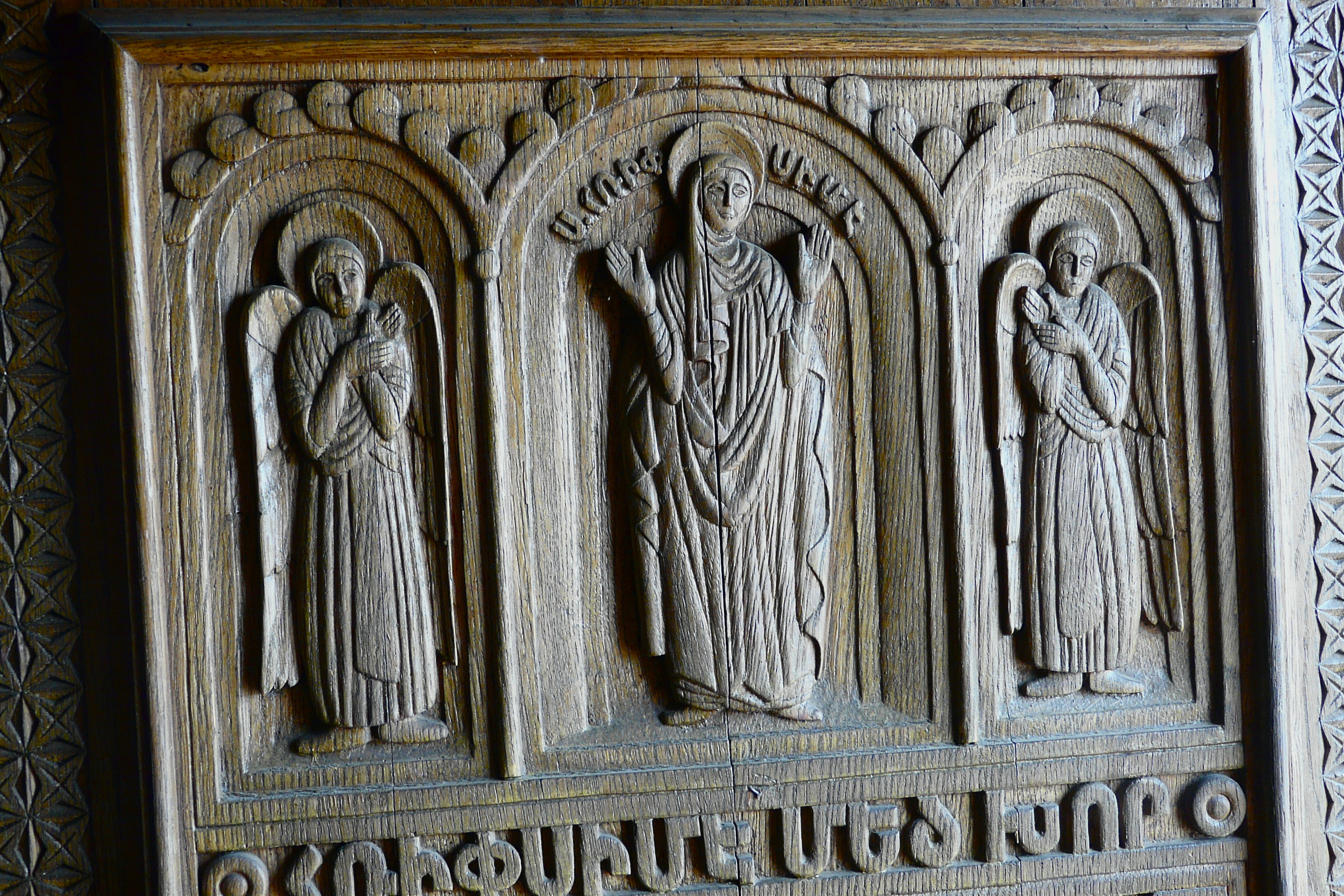
Door wood relief closeup
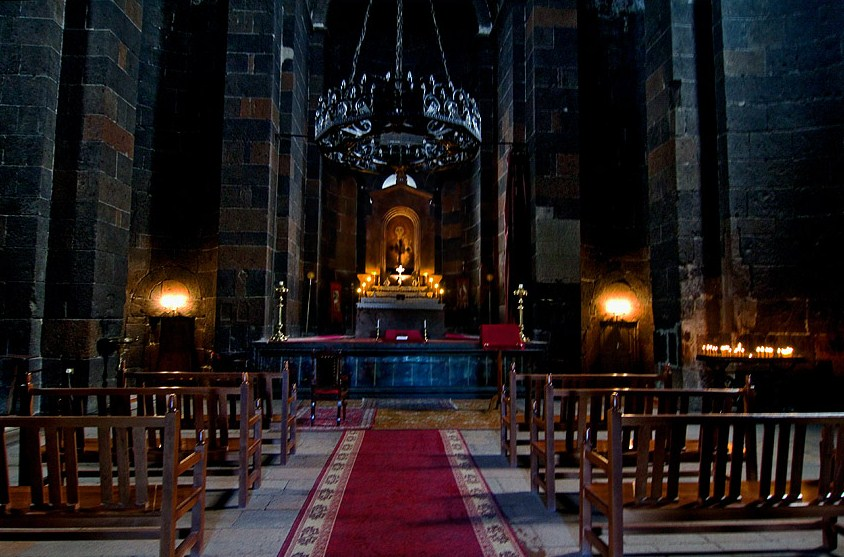
ورودی کلیسا
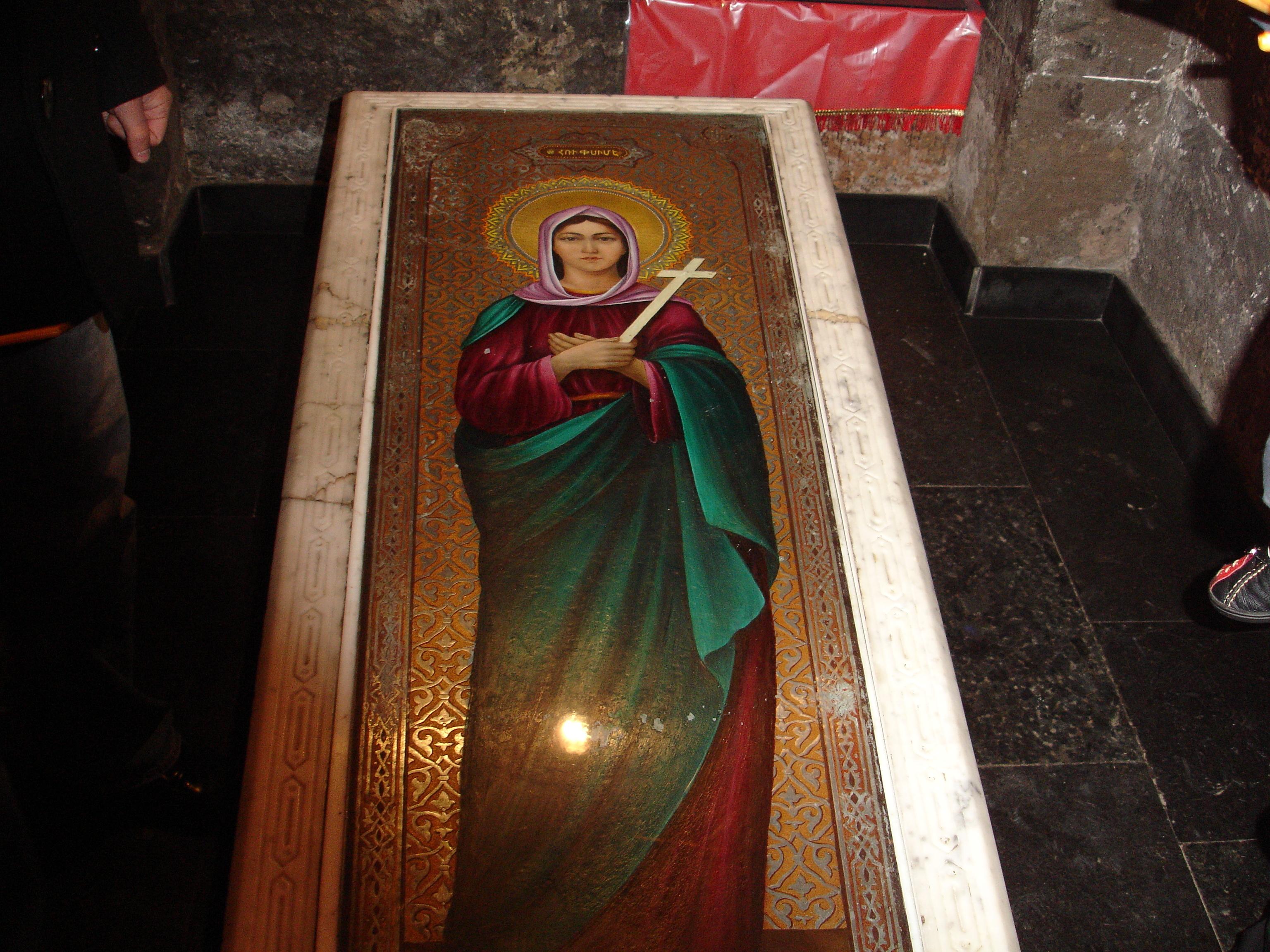
سنگ مزار هریپسیمه مقدس
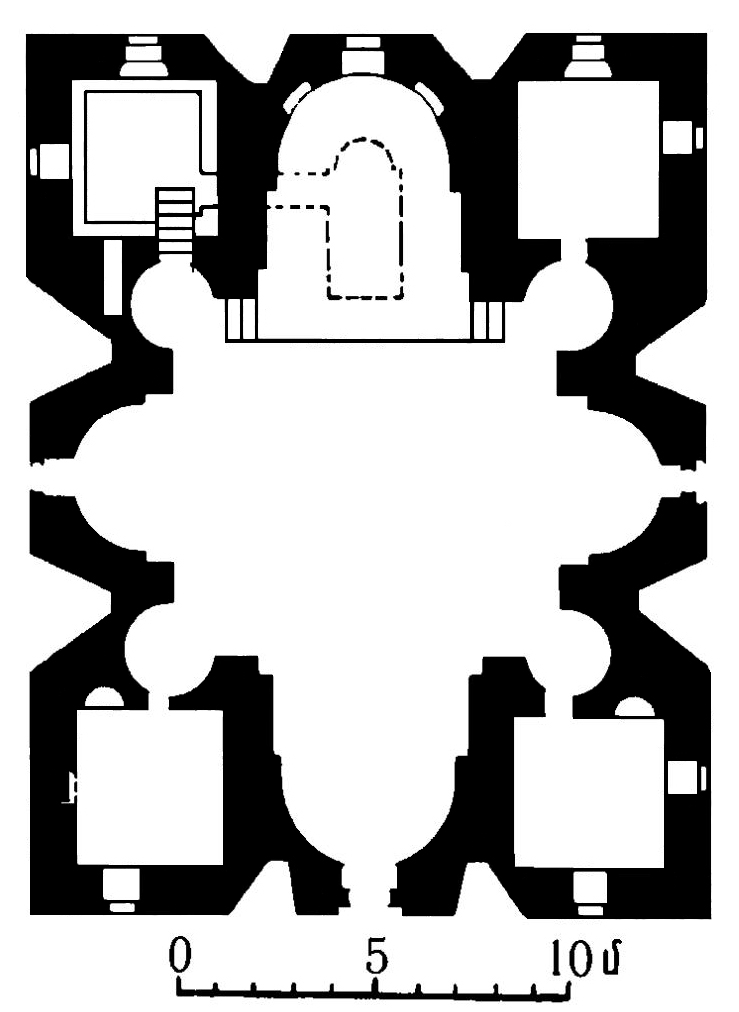